# Paral·lel 46° sud
El paral·lel 46° sud és una línia de latitud que es troba a 46 graus sud de la línia equatorial terrestre. Travessa l'oceà Atlàntic, l'Oceà Índic, l'Oceà Pacífic i Amèrica del Sud. La ciutat més gran al sud del paral·lel 46° sud és Punta Arenas.
En aquesta latitud el sol és visible durant 15 hores, 45 minuts durant el solstici d'hivern i 8 hores, 38 minuts durant el solstici d'estiu.

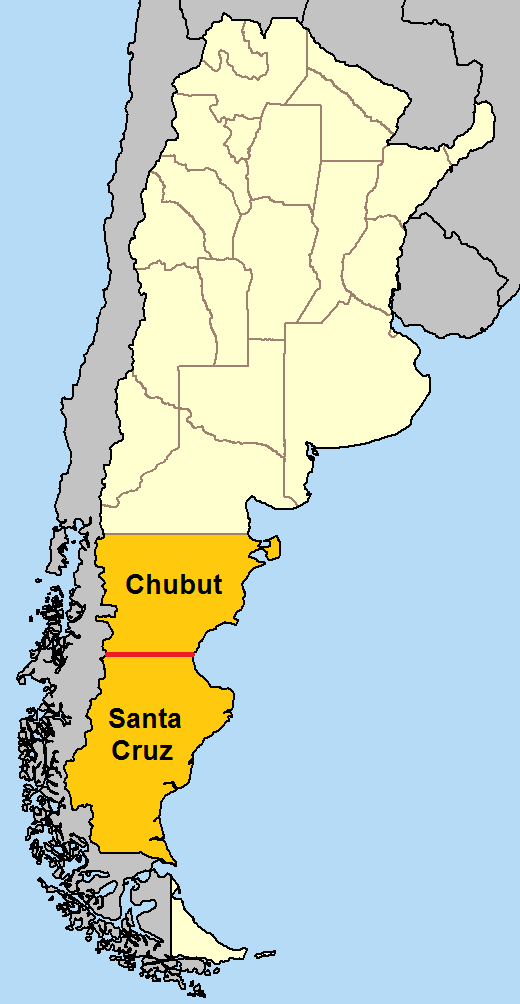
A Argentina, el paral·lel 46° sud defineix la frontera entre Chubut i Santa Cruz.

## Geografia
En el sistema geodèsic WGS84, al nivell de 46° de latitud sud, un grau de longitud equival a 77,463 km; la longitud total del paral·lel és de 27.887 km, que és aproximadament 69,5,0% de la de l'equador, del que es troba a 5.096 km i a 4.906 km del pol Sud

## Arreu del món
A partir del Meridià de Greenwich i cap a l'est, el paral·lel 46° sud passa per: 
| Coordenades                               | País. Territori o mar | Notes |
| ----------------------------------------- | --------------------- | --- |
| 46° 0′ S, 0° 0′ E / 46.000°S,0.000°E      | Oceà Atlàntic         | |
| 46° 0′ S, 20° 0′ E / 46.000°S,20.000°E    | Oceà Índic            | Passa entre l'illa dels Porcs i els illots dels Apòstols a les illes Crozet, Terres Australs i Antàrtiques Franceses |
| 46° 0′ S, 147° 0′ E / 46.000°S,147.000°E  | Oceà Pacífic          | Mar de Tasmània |
| 46° 0′ S, 166° 26′ E / 46.000°S,166.433°E | Nova Zelanda          | Illa del Sud, passa al sud de la ciutat de Dunedin                                                                   |
| 46° 0′ S, 170° 15′ E / 46.000°S,170.250°E | Oceà Pacífic          | |
| 46° 0′ S, 75° 2′ O / 46.000°S,75.033°O    | Xile                  | Passa vora Balmaceda                                                                                                 |
| 46° 0′ S, 71° 38′ O / 46.000°S,71.633°O   | Argentina             | Aproximadament defineix la frontera entre Chubut i Santa Cruz, i passa vora Comodoro Rivadavia                       |
| 46° 0′ S, 67° 35′ O / 46.000°S,67.583°O   | Oceà Atlàntic         | |